# Dopaminski agonist
Dopaminski agonist je jedinjenje koje aktivira dopaminske receptore u odsustvu dopamina. Dopaminski agonisti aktiviraju signalne puteve kroz dopaminski receptor i trimerne G proteine, što ultimativno dovodi do promena u genskoj transkripciji.

## Upotreba
Lekovi deluju kao dopaminski agonisti mogu da koriguju hipodopaminergičke poremećaje. Oni se tipično koriste za lečenje Parkinsonove bolesti i pojedinih tumora hipofize (prolaktinoma). Oni mogu da budu korisni u tretmanu sindroma nemirnih nogu. FDA je odobrila ropinirol i pramipeksol za lečenje te bolesti. U toku su klinička ispitivanja s ciljem utvrđivanja efikasnosti dopaminskog agonista ropinirola u neutralisanju simptoma -indukovane impotencije i post-SSRI impotencije.
Jedan sistematski pregled i metaanaliza su došli do zaključka da profilaktički tretman kabergolinom redukuje učestalost, mada ne i jačinu, sindroma hiperstimulacije jajnika bez uticaja na ishod trudnoće, kod žena koje su izložene stimulacionim ciklusima in vitro oplodnje.

## Spoljašnje veze
- Dopamine+Agonists на 
- Patološko kockanje povezano sa terapijom kabergolinom